# Kabash (Prizren)
Kabash (albanisch auch Kabashi, serbisch Кабаш Kabaš) ist eine Wüstung im Südwesten des Kosovo, die zur Gemeinde Prizren gehört.

## Geographie
Die ehemalige Siedlung befindet sich rund zehn Kilometer nordöstlich von Prizren. Sie liegt oberhalb von Korisha an den Hängen des Pashallora.

## Bevölkerung
| Jahr | Einwohner |
| ---- | --------- |
| 1948 | 516       |
| 1953 | 585       |
| 1961 | 559       |
| 1971 | 376       |
| 1981 | 8         |
| 1991 | 145       |
| 2011 | 0         |

Bei der Volkszählung im Jahr 2011 lebten keine Personen mehr dauerhaft in Kabash. 1991 hatte der Ort noch eine Einwohnerzahl von 145 Personen.